# Avar István (labdarúgó)
Avar István (Arad, 1905. május 30. – Kaposvár, 1977. október 13.) román és magyar válogatott labdarúgó. Romániában Ștefan Auerként ismert.

## Pályafutása

### Klubcsapatban
Pályafutását az első világháború után Aradon kezdte, amely akkor került Romániához. 1926-ban Brassóban folytatta karrierjét.
1929-ben Magyarországra költözött és az Újpest játékosa lett, ahol háromszoros magyar bajnok lett és megnyerte 1929-ben a Közép-európai Kupát és 1930-ban a Bajnokok Tornáját. Ezután visszatért Romániába és a Rapid București játékosaként lett és ötszörös román kupagyőztes. 1941 után a Kaposvári Rákóczi játékosa, majd edzője lett.

### A válogatottban
Kétszer lépett pályára a román válogatottban, de 1929-től 1935-ig a magyar nemzeti tizenegy tagja és az 1934-es labdarúgó-világbajnokságon szereplő csapat tagja.

## Sikerei, díjai
- Román bajnok: 1927/28.
- Magyar bajnok: 1929/30, 1930/31, 1932/33, 1934/35.
- Román Kupa: 1937, 1938, 1939, 1940, 1941.
- KK: 1929.
- Bajnokok Tornája
  - győztes: 1930

## Statisztika

### Mérkőzései a román válogatottban
| Románia | Románia           | Románia  | Románia | Románia  | Románia       | Románia    | Románia | Románia |
| #       | Dátum             | Helyszín | Hazai   | Eredmény | Vendég        | Kiírás     | Gólok   | Esemény |
| ------- | ----------------- | -------- | ------- | -------- | ------------- | ---------- | ------- | ------- |
| 1.      | 1926. április 25. | Bukarest | Románia | 6 – 1    | Bulgária      | barátságos | 1       | 80'     |
| 2.      | 1927. június 19.  | Bukarest | Románia | 3 – 3    | Lengyelország | barátságos | 2       | 12' 60' |
|         | Összesen          |          |         | 2        | mérkőzés      |            | 3       | gól     |

### Mérkőzései a magyar válogatottban
| Magyarország | Magyarország         | Magyarország                    | Magyarország  | Magyarország | Magyarország  | Magyarország   | Magyarország | Magyarország           |
| #            | Dátum                | Helyszín                        | Hazai         | Eredmény     | Vendég        | Kiírás         | Gólok        | Esemény                |
| ------------ | -------------------- | ------------------------------- | ------------- | ------------ | ------------- | -------------- | ------------ | ---------------------- |
| 1.           | 1929. október 6.     | Budapest, Hungária körúti pálya | Magyarország  | 2 – 1        | Ausztria      | barátságos     | 1            | 52'                    |
| 2.           | 1930. június 8.      | Budapest, Üllői úti pálya       | Magyarország  | 6 – 2        | Hollandia     | barátságos     | 3            | 40' 44' 69' (11-esből) |
| 3.           | 1930. szeptember 21. | Bécs, Hohe Warte                | Ausztria      | 2 – 3        | Magyarország  | barátságos     | -            |                        |
| 4.           | 1931. március 22.    | Prága, Sparta-pálya             | Csehszlovákia | 3 – 3        | Magyarország  | Európa-kupa    | 3            | 11' 33' 53'            |
| 5.           | 1931. április 12.    | Budapest, Hungária körúti pálya | Magyarország  | 6 – 2        | Svájc         | Európa-kupa    | 3            | 3' 71' 87'             |
| 6.           | 1931. május 21.      | Belgrád, BSK-pálya              | Jugoszlávia   | 3 – 2        | Magyarország  | barátságos     | 2            | 35' 50'                |
| 7.           | 1931. szeptember 20. | Budapest, Üllői úti pálya       | Magyarország  | 3 – 0        | Csehszlovákia | barátságos     | 1            | 16'                    |
| 8.           | 1931. október 4.     | Budapest, Hungária körúti pálya | Magyarország  | 2 – 2        | Ausztria      | Európa-kupa    | -            |                        |
| 9.           | 1931. november 8.    | Budapest, Üllői úti pálya       | Magyarország  | 3 – 1        | Svédország    | barátságos     | 2            | 34' 56'                |
| 10.          | 1931. december 13.   | Torino, Campo Torino            | Olaszország   | 3 – 2        | Magyarország  | Európa-kupa    | 2            | 54' 62'                |
| 11.          | 1932. február 19.    | Kairó                           | Egyiptom      | 0 – 0        | Magyarország  | barátságos     | -            |                        |
| 12.          | 1932. június 19.     | Bern                            | Svájc         | 3 – 1        | Magyarország  | Európa-kupa    | -            |                        |
| 13.          | 1932. október 30.    | Budapest, Hungária körúti pálya | Magyarország  | 2 – 1        | Németország   | barátságos     | -            |                        |
| 14.          | 1933. szeptember 17. | Budapest, Hungária körúti pálya | Magyarország  | 3 – 0        | Svájc         | Európa-kupa    | 2            | 7' 77'                 |
| 15.          | 1933. október 1.     | Bécs, Hohe Warte                | Ausztria      | 2 – 2        | Magyarország  | barátságos     | 1            | 81'                    |
| 16.          | 1934. április 29.    | Budapest, Hungária körúti pálya | Magyarország  | 4 – 1        | Bulgária      | vb-selejtező   | -            |                        |
| 17.          | 1934. május 10.      | Budapest, Üllői úti pálya       | Magyarország  | 2 – 1        | Anglia        | barátságos     | 1            | 56'                    |
| 18.          | 1934. május 31.      | Bologna (ITA)                   | Ausztria      | 2 – 1        | Magyarország  | vb-negyeddöntő | -            |                        |
| 19.          | 1934. december 9.    | Milánó, San Siro Stadion        | Olaszország   | 4 – 2        | Magyarország  | barátságos     | 1            | 39'                    |
| 20.          | 1934. december 16.   | Dublin, Dalymount Park          | Írország      | 2 – 4        | Magyarország  | barátságos     | 2            | 19' 85'                |
| 21.          | 1935. április 14.    | Zürich                          | Svájc         | 6 – 2        | Magyarország  | Európa-kupa    | -            |                        |
|              | Összesen             |                                 |               | 21           | mérkőzés      |                | 24           | gól                    |